# Willi Billmann
Willi Billmann (ur. 15 stycznia 1911 w Norymberdze, zm. 5 lutego 2001 tamże) – piłkarz niemiecki, występujący na pozycji obrońcy.
Z zespołem 1. FC Nürnberg jeden raz zdobył mistrzostwo Niemiec (1936) i dwukrotnie puchar tego kraju (1935, 1939). W latach 1937–1941 rozegrał 11 meczów w reprezentacji Niemiec.